# 猫狗大战2
《猫狗大战2》（英語：Cats & Dogs: The Revenge of Kitty Galore）是2010年由布拉德·佩顿导演的一部电影，是2001年電影《貓狗大戰》的续集，2010年7月30日首映。电影情节遭到观众极大的批评。

## 情节
名为“珍珠猫”（Kitty Galore）的猫开始一个报复人类的计划，狗和猫联合起来保卫人类不受损失，阻挠珍珠猫的行动。

## 演员
- 克里斯·奧唐納饰演谢恩，收养狗的警察
- 杰克·麦克布雷耶，魔术师
- 弗雷德·阿米桑，首位发现珍珠猫的德国工人
- 保罗·罗德里格斯饰演Crazy Carlito
- 基尔南·希普卡，首次出现在公园里的小女孩

### 配音
- 詹姆斯·马斯登
- 尼克·诺尔蒂
- 罗杰·摩尔

## 口碑
烂番茄指数为13%，评分为3.6/10。